# Hyper Basic
Hyper-Basic est une version compilée du langage BASIC implémentée sur l'ordinateur Oric Telestrat.
Le langage Hyper-Basic a été créé par Fabrice Broche, en 1985, avec l'objectif d'offrir au Telestrat un langage véritablement performant.
Contrairement au Basic de l'Oric Atmos ou de l'Oric 1, développé en 1981 par Tangerine et directement adapté du Basic Microsoft, Hyper-Basic dispose d'un éditeur de code pleine-page : on peut modifier le code directement sur la page, faire défiler le listing vers le haut ou vers le bas, et chaque ligne est compilée dès sa validation ce qui permet de détecter les erreurs de syntaxe immédiatement et pas ultérieurement au moment de la compilation (cela accélère également la phase de compilation).
Hyper-Basic dispose d'instructions assez originales pour un Basic, et aussi logiques dans le positionnement un peu particulier du Telestrat :
- des commandes Minitel (CONNECT, MLIST, MLOAD, MLOADA, MOUT, MPRINT, MSAVE, MSAVEA, RING, UNCONNECT, WCXFIN)
- des commandes de gestions de canaux, telles que des fenêtres écran, des buffers, etc. (CLCH, CROSS, CROSSX, GET], OPCH, PRINT])[Note 1]
- des commandes de contrôle du port série RS232 (CONSOLE, SDUMP, SEBUF, SLIST, SLOAD, SLOADA, SMODE, SOUT, SPRINT, SRBUF, SSAVE, SSAVEA, SSPEED)
- des commandes de gestion de disquettes (système STRATSED)